# 芸人ベストパフォーマンス
『芸人ベストパフォーマンス』（げいにんベストパフォーマンス）は毎日放送（MBS）・TBS系列で放送されたお笑い番組・特別番組である。2012年から2013年にかけて放送された。
なお、2013年は『ベストパフォーマンス』と改題された。

## 概要
ネタ番組の減少とショートネタブームの影響により、テレビで自分が納得するレベルの芸が出せない芸人が多数出ていることを見て、ネタ内容はもちろん、通常は番組側で設定されるネタ時間をも全て芸人任せにし、自らが考える最高のパフォーマンス（ベストパフォーマンス）を披露してもらう。2013年の放送ではお笑い芸人以外のパフォーマーも出演した。

## ルール
出演者には事前に番組で最高の力（ベストパフォーマンス）を出すことを誓ってもらい、自らがベストパフォーマンスを出すことができるネタ時間を設定。放送ではネタをノーカットで披露してもらう。

## MC
- 千原ジュニア（千原兄弟）

## 放送リスト
| 回数 | 放送日                  | 放送時間      | 出演者(50音順) |
| ---- | ----------------------- | ------------- | --- |
| 1    | 2012年3月7日（水曜日）  | 21:00 - 22:48 | アンジャッシュ、いっこく堂、オリエンタルラジオ、清水ミチコ、友近、ナイツ、2700、パンクブーブー、レイザーラモンRG、渡辺直美 |
| 2    | 2012年10月4日（木曜日） | 19:00 - 20:49 | オリエンタルラジオ、COWCOW、キュートン、次長課長、千鳥、テツandトモ、東京03、ナイツ、原口あきまさ、マキタスポーツ          |
| 3    | 2013年9月8日（日曜日）  | 22:05 - 22:59 | AFRA、ジャルジャル、原口あきまさ、ロバート、渡辺直美                                                                       |
| 3    | 2013年9月15日（日曜日） | 22:10 - 23:04 | アンジャッシュ、ジャングルポケット、友近、松村邦洋、WRECKING CREW ORCHESTRA                                                |
| 3    | 2013年9月22日（日曜日） | 22:25 - 23:19 | インパルス、が〜まるちょば、サカクラカツミ、千原ジュニア(司会兼務)                                                         |

## スタッフ
第3回放送分（2013年9月8日 - 22日）
- ナレーション：浜田治貴
- 構成：鈴木おさむ、樅野太紀、はしもとこうじ
- TP：四藤史郎
- SW：袖垣竜也
- カメラ：大尾庸介
- 音声：山崎勝彦
- VE：柴田康司
- 照明：藤井隆司
- PA：長屋義昭
- VTR：鈴木紫織
- LED：前島亮二
- CG：八島伸行
- TK：梅澤和世
- 効果：竹中幸治
- 編集：井川貴史
- MA：伊藤敬一
- 美術：松沢由之
- デザイン：野口陽介
- 進行：安楽信行
- 大道具：卜部徹夫
- アクリル装飾：石橋誉礼
- 電飾：森智
- メイク：五十嵐智春
- スタイリスト：藤澤まさみ
- 協力：Trash、フジアール、アーチェリープロダクション、glow、HIBINO、Y.D.S、オフィスクライン、砧スタジオ
- キャスティング協力：帆矢敏浩（ムーンライトエージェンシー）、根岸美弥子（ビーオネスト）
- 編成：石田敦子
- 宣伝：諸冨洋史
- 協力プロデューサー：挾間忠行（CRジャパン）
- デスク：岡田理絵子（ビーダッシュ）
- AP：森俊和（よしもとクリエイティブ・エージェンシー）、福岡雅秀
- AD：田中絵梨子、細川賀央、奥山和貴、内藤結葉
- 制作プロデューサー：加茂忠夫
- FD：石本典隆
- ディレクター：地曳範剛、安井章浩、岡山薫、多田裕介
- 演出：岡田秀行・中田三浩（ビーダッシュ）
- プロデューサー：田中良・水野雅之（MBS）、稲冨聡（よしもとクリエイティブ・エージェンシー）、林敏博（ビーダッシュ）
- 制作協力：b-DASH
- 制作：吉本興業
- 製作著作：MBS